# Epinephelus epistictus
Epinephelus epistictus es una especie de peces de la familia Serranidae en el orden de los Perciformes.

## Morfología
Los machos pueden llegar alcanzar los 80 cm de longitud total.

## Distribución geográfica
Se encuentra desde el mar Rojo y Kenia hasta Sudáfrica, Omán, la costa oeste de la India, Corea, Japón, China, Taiwán, Hong Kong, Indonesia, Papúa Nueva Guinea, el mar de Arafura y el norte de Australia.